# Maringa-Lopori-Wamba
Maringa-Lopori-Wamba är ett naturlandskap i Kongo-Kinshasa, definierat av Congo Basin Forest Partnership. Det ligger i provinserna Équateur, Mongala och Tshuapa, i den centrala delen av landet, 1 000 km nordost om huvudstaden Kinshasa. I naturlandskapet finns reservaten Iyondje, Kokolopori, Lomako-Yokokala och Luo.